# Gran Premio de las Naciones de Motociclismo de 1951
El Gran Premio de las Naciones de Motociclismo de 1951 fue la octava prueba de la temporada 1951 del Campeonato Mundial de Motociclismo. El Gran Premio se disputó el 9 de septiembre de 1951 en el Autodromo Nacional de Monza.

## Resultados 500cc
La carrera de 500cc fue un éxito para el equipo de Gilera, que tomó una gran ventaja sobre el Norton Manx con Alfredo Milani, Umberto Masetti y Nello Pagani Nada de eso le importó a Geoff Duke ya que solo necesitaba sumar algunos puntos para asegurarse el título mundial con Norton.
| Pos.    | Piloto                   | Equipo     | Tiempo/Retirado | Puntos |
| ------- | ------------------------ | ---------- | --------------- | ------ |
| 1       | Alfredo Milani           | Gilera     | 1:11"24'3       | 8      |
| 2       | Umberto Masetti          | Gilera     | +48'8           | 6      |
| 3       | Nello Pagani             | Gilera     | +49'9           | 4      |
| 4       | Geoff Duke               | Norton     | +1"07'5         | 3      |
| 5       | Bruno Ruffo              | Moto Guzzi | +1"27'6         | 2      |
| 6       | Bill Doran               | AJS        | +1"32'1         | 1      |
| 7       | Libero Liberati          | Gilera     | +1"56'6         |        |
| 8       | Jack Brett               | Norton     | +1 Vuelta       |        |
| 9       | Carlo Bandirola          | MV Agusta  | +1 Vuelta       |        |
| 10      | Reg Armstrong            | AJS        | +1 Vuelta       |        |
| 11      | Johnny Lockett           | Norton     | +2 Vueltas      |        |
| 12      | Ray Amm                  | Norton     | +2 Vueltas      |        |
| 13      | Dante Bianchi            | Moto Guzzi | +2 Vueltas      |        |
| 14      | Giuseppe Colnago         | Gilera     | +2 Vueltas      |        |
| 15      | Bill Petch               | AJS        | +2 Vueltas      |        |
| 16      | Giulio Galbiati          | Moto Guzzi | +4 Vueltas      |        |
| 17      | Facchinetti              | Gilera     | +4 Vueltas      |        |
| Ret     | Ken Kavanagh             | Norton     | Ret             |        |
| Ret     | Arciso Artesiani         | MV Agusta  | Ret             |        |
| Ret     | Edouard Texidor          | Norton     | Ret             |        |
| Ret     | Jacques Drion            | Norton     | Ret             |        |
| Ret     | Arthur Wheeler           | Norton     | Ret             |        |
| Ret     | Bob Matthews             | Norton     | Ret             |        |
| Ret     | Eric Oliver              | Norton     | Ret             |        |
| Ret     | Ernie Thomas             | Norton     | Ret             |        |
| Ret     | Humphrey Ranson          | Norton     | Ret             |        |
| Ret     | Les Graham               | Norton     | Ret             |        |
| Ret     | Leslie Harris            | Norton     | Ret             |        |
| Ret     | Bruno Bertacchini        | MV Agusta  | Ret             |        |
| Ret     | Enrico Lorenzetti        | Moto Guzzi | Ret             |        |
| Ret     | Felice Benasedo          | Moto Guzzi | Ret             |        |
| Ret     | Francesco Guglielminetti | Gilera     | Ret             |        |
| Ret     | Tito Forconi             | Norton     | Ret             |        |
| Ret     | Rod Coleman              | Norton     | Ret             |        |
| Fuente: |                          |            |                 |        |

## Resultados 350cc
Por tercera vez consecutiva Ken Kavanagh quedó segundo detrás de Geoff Duke. Se colocó en el cuarto lugar de la clasificación final. Jack Brett terminó tercero por delante de Bill Doran con la AJS Boy Racer. Doran superó a Johnny Lockett en la general del Mundial.
| Pos. | Piloto          | Equipo    | Tiempo/Retirado | Puntos |
| ---- | --------------- | --------- | --------------- | ------ |
| 1    | Geoff Duke      | Norton    | 57"29'9         | 8      |
| 2    | Ken Kavanagh    | Norton    | +0'5            | 6      |
| 3    | Jack Brett      | Norton    | +40'8           | 4      |
| 4    | Bill Doran      | AJS       | +1"20'4         | 3      |
| 5    | Reg Armstrong   | AJS       | +1"20'4         | 2      |
| 6    | Rod Coleman     | AJS       | +1"21'1         | 1      |
| 7    | Les Graham      | Velocette | +1 Vuelta       |        |
| 8    | Tommy Wood      | Velocette | +1 Vuelta       |        |
| 9    | Bill Petch      | AJS       | +1 Vuelta       |        |
| 10   | Ray Amm         | Norton    | +1 Vuelta       |        |
| 11   | Bob Matthews    | Velocette | +1 Vuelta       |        |
| 12   | Roland Schnell  | Parilla   | +1 Vuelta       |        |
| 13   | Humphrey Ranson | AJS       | +2 Vueltas      |        |
| Ret  | Roland Pike     | AJS       | Ret             |        |
| Ret  | John Lockett    | Norton    | Ret             |        |
| Ret  | Sidney Mason    | Velocette | Ret             |        |
| Ret  | Jean Murit      | AJS       | Ret             |        |
| Ret  | August Wick     | AJS       | Ret             |        |
| Ret  | Jost Albisser   | Norton    | Ret             |        |
| Ret  | Hans Haldemann  | Norton    | Ret             |        |
| Ret  | Ernie Thomas    | Velocette | Ret             |        |

## Resultados 250cc
La pequeña oportunidad que todavía tenía Tommy Wood de ganar el título mundial se desbarató por Enrico Lorenzetti, que lo derrotó por solo ocho décimas. Una victoria para Wood tampoco habría sido suficiente, ya que Bruno Ruffo quedó tercero, condición mínima para ser campeón del mundo. La victoria de Lorenzetti no fue suficiente para pasar al fallecido Dario Ambrosini en la clasificación final.
| Pos. | Piloto            | Equipo     | Tiempo/Retirado | Puntos |
| ---- | ----------------- | ---------- | --------------- | ------ |
| 1    | Enrico Lorenzetti | Moto Guzzi | 52"34'6         | 8      |
| 2    | Tommy Wood        | Moto Guzzi | +0'8            | 6      |
| 3    | Bruno Ruffo       | Moto Guzzi | +1"47'7         | 4      |
| 4    | Alano Montanari   | Moto Guzzi | +1"56'9         | 3      |
| 5    | Bruno Francisci   | Moto Guzzi | +2"07'9         | 2      |
| 6    | Guido Paciocca    | Moto Guzzi | +2"34'6         | 1      |
| 7    | Arthur Wheeler    | Velocette  |                 |        |
| 8    | Falconi           | Moto Guzzi |                 |        |
| 9    | Roberto Colombo   | Moto Guzzi |                 |        |
| Ret  | Nino Grieco       | Parilla    | Ret             |        |
| Ret  | Lanfranco Baviera | Moto Guzzi | Ret             |        |
| Ret  | Celeste Cavaciuti | Parilla    | Ret             |        |
| Ret  | Luigi Ciai        | Parilla    | Ret             |        |
| Ret  | Adelmo Mandolini  | Moto Guzzi | Ret             |        |
| Ret  | Vittorio Zanzi    | Moto Guzzi | Ret             |        |
| Ret  | Alex Mayer        | Moto Guzzi | Ret             |        |
| Ret  | Roland Pike       | Rudge      | Ret             |        |

## Resultados 125cc
La mayor amenaza para Carlo Ubbiali era Cromie McCandless, que estaba sólo cuatro puntos por detrás en la general. Sin embargo, McCandless no tuvo ninguna posibilidad, ya que transitó a más de dos minutos por detrás e incluso terminó un minuto por detrás del tercer hombre Luigi Zinzani. En la clasificación final, McCandless incluso se quedó atrás del fallecido Gianni Leoni, que terminó subcampeón póstumamente.
| Pos. | Piloto            | Moto      | Tiempo/Retirado | Puntos |
| ---- | ----------------- | --------- | --------------- | ------ |
| 1    | Carlo Ubbiali     | Mondial   | 44"26'2         | 8      |
| 2    | Romolo Ferri      | Mondial   | +51'4           | 6      |
| 3    | Luigi Zinzani     | Morini    | +1"02'9         | 4      |
| 4    | Cromie McCandless | Mondial   | +2"07'1         | 3      |
| 5    | Otello Spadoni    | Mondial   | +2"27'5         | 2      |
| 6    | Giuseppe Matucci  | MV Agusta | +2"27'8         | 1      |
| 7    | Vittorio Zanzi    | Morini    | +1 Vuelta       |        |
| 8    | Felice Benasedo   | Mondial   | +1 Vuelta       |        |
| 9    | Franco Bertoni    | MV Agusta | +1 Vuelta       |        |
| 10   | Emilio Mendogni   | Morini    | +1 Vuelta       |        |
| 11   | Georges Burggraf  | MV Agusta | +3 Vueltas      |        |
| 12   | Rosati            | MV Agusta | +4 Vueltas      |        |
| 13   | Wim Zijlaard      | MV Agusta | +4 Vueltas      |        |